# Papiervlekkenziekte
Papiervlekkenziekte (Phythophthora porri) is een plantenparasitaire oömyceet die tot de waterschimmels behoort en prei kan aantasten. De aantasting begint aan de toppen van de bladeren, die geel worden en later door verdroging papierachtig, wit verkleuren. Bij een ernstige aantasting worden ook de bladscheden aangetast. De optimumtemperatuur voor aantasting is 12 - 22°C. Papiervlekkenziekte blijft als oöspore in de grond over.
De sporangioforen zijn ongedifferentieerd en hebben vaak intercalaire zwellingen. De sporangia zijn 10-52 × 17-82 µm groot. De chlamydosporen zijn 20,8-35,3 µm groot en worden pas na een lange periode in water gevormd. De hyfen zijn tot 8 µm dik.
Papiervlekkenziekte is een homothallische oömyceet. De antheridia zijn overwegend paragynisch en staan schuin op de oögoniumwand. Meerdere antheridia kunnen in een oogonium voorkomen. De oögonia zijn bolvormig en zijn gemiddelde 34 µm groot. De oösporen zijn bolvormig en 28–30 µm groot.